# 텔라몬
텔라몬(그리스어: Τελαμών)은 그리스 신화에 나오는 영웅 중에 한사람으로 아이기나의 왕 아이아코스의 아들이다. 펠레우스의 형으로 이아손의 황금양모 원정대의 일원이었으며 칼리돈의 멧돼지 사냥에도 참가했다. 호메로스의 일리아스에서 그는 그리스 진영의 영웅 큰 아이아스의 아버지로 나온다. 동생 펠레우스와 함께 헤라클레스의 절친한 친구로 여러 가지 헤라클레스와 모험을 함께 했다.

## 생애
텔라몬의 아버지 아이아코스는 아내 엔데이스와의 사이에서 텔라몬과 펠레우스를 낳았고 프사마테라는 바다요정과 바람을 피워 포코스라는 아들을 얻었다. 텔라몬은 펠라우스와 함께 이 배다른 형제 포코스를 죽여버렸는데 그 때문에 아이기나 왕국을 떠나 살라미스로 갔다. 살라미스의 왕 키크레우스는 텔라몬을 받아들이고 텔라몬의 친구가 되었고 자신의 딸 페리보이아를 텔라몬과 결혼시켰다. (다른 이야기에서 페리보이아의 동생 글라우케와도 결혼했다고 한다.) 텔라몬은 후에 살라미스 왕국을 물려받았다. 이 결혼에서 아이아스라는 아들을 두었다.
텔라몬은 헤라클레스와 절친한 친구였는데 헤라클레스가 아마조네스로 원정할 때도 동행했고 나중에 트로이아를 침공하여 약탈할 때 도 함께 했다. 특히 헤라클레스의 트로이 침공을 도운 그 공로로 헤라클레스는 트로이의 왕 라오메돈의 딸 헤시오네를 선물로 텔라몬에게 주었고 텔라몬과 헤시오네 사이에서 아들 테우크로스를 얻었다. 테우크로스와 아이아스는 함께 트로이아 전쟁에 참가했다. 전쟁이 끝난 후 아이아스가 죽고 테우크로스 혼자 돌아오자 텔라몬은 테우크로스를 받아들이지 않았고 테우크로스는 남부 이탈리아에 정착했다.

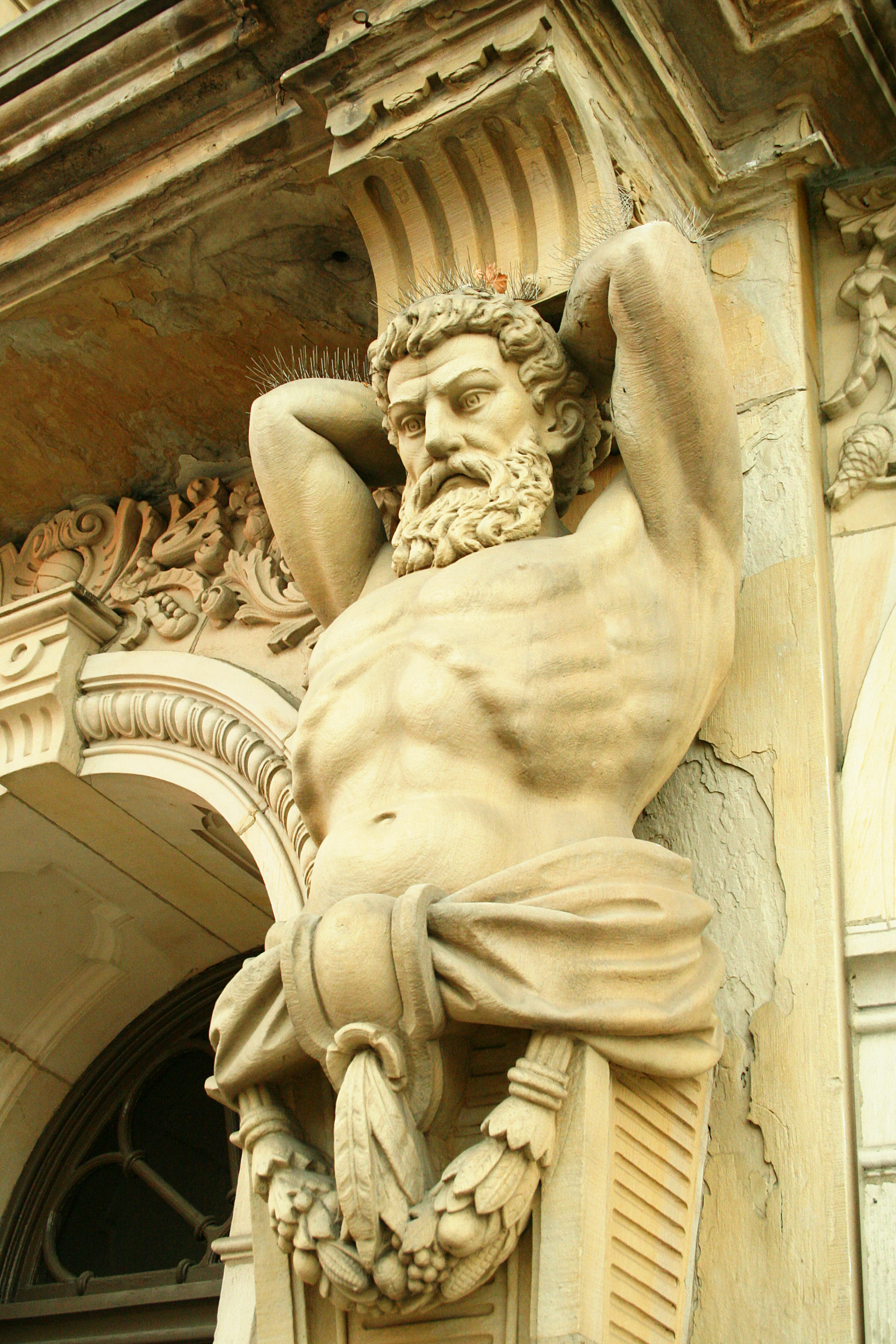
기둥장식 텔라몬. (오하이오주, 웨인 카운티 법원의 기둥장식)

## 건축용어
텔라몬은 건축용어이기도 하다. 건물의 지붕을 떠받치는 기둥의 장식에 사람 모양으로 된 조각을 텔라몬이라고 부른다.